# Abigail Mejia
Abigail Mejia, född 1895, död 1941, var en aktivist, feminist, nationalist, litterär kritiker och pedagog i Dominikanska republiken.
Hon blev 1925 professor i litteratur, pedagogik och historia i Santo Domingo. Hon grundade år 1931 Acción Feminista Dominicana (AFD), som verkade för bland annat rösträtt för kvinnor,  och har kallats för pionjären för feminismen och första vågens kvinnorörelse i Dominikanska republiken. 